# Lübbecke
Lübbecke är en stad i Kreis Minden-Lübbecke i det tyska förbundslandet Nordrhein-Westfalen. Lübbecke, som för första gången omnämns i ett dokument från år 775, har cirka 26 000 invånare. Staden gavs stadsprivilegium 1279.